# رابطة الدول المستقلة
رابطة الدول المستقلة أو اتحاد الدول المستقلة (CIS) (بالروسية: Содружество Независимых Государств (СНГ) - Sodruzhestvo Nezavisimyh Gosudarstv) هو منظمة دولية أورو-آسيوية مكونة من 12 جمهورية سوفيتية سابقة ومقرها في مينسك، عاصمة روسيا البيضاء. تكون كل من روسيا وبيلاروسيا وأوكرانيا ومولدوفا وجورجيا وأرمينيا وأذربيجان وتركمانستان وأوزبكستان وكازاخستان وطاجكستان وقرغيزستان، الدول الأعضاء لهذه المنظمة. والرابطة ليست مجرد تنظيم رمزي بحت، وإنما منظمة تتحد بتعاون متميز وتشمل مجالات التجارة والتمويل والقوانين والأمن. كما أنها تعزز التعاون في مجال الديمقراطية ومكافحة التهريب والإرهاب. وتشارك منظمة رابطة الدول المستقلة، في قوات حفظ السلام التابعة للأمم المتحدة.

## التاريخ
تأسست المنظمة في 8 ديسمبر عام 1991 من قبل جمهوريات روسيا البيضاء والاتحاد الروسي، وأوكرانيا، واجتمع زعماء هذه البلدان الثلاثة في غابة بياوفيجا وهي مكان لمحمية طبيعية تبعدحوالي 50 كلم (30 ميلا) إلى الشمال من مدينة برست في بيلاروسيا وقعت اتفاق إنشاء منظمة تكون بديلا عن الاتحاد السوفيتي، ومن ثم انضمت إلى المنظمة بقية الدول في آسيا الوسطى والقوقاز.

## الدول الأعضاء

### الأعضاء المؤسسون
- روسيا (1991)
- بيلاروس (1991)

### الأعضاء الآخرون
- كازاخستان (1991)
- قرغيزستان (1991)
- طاجيكستان (1991)
- أوزبكستان (1991)
- مولدوفا (1991)
- أذربيجان (1991)
- أرمينيا (1991)

### الأعضاء المشاركون
- تركمانستان (2005)

### الأعضاء السابقون
- جورجيا (2008-1994) (انسحبت نتيجة الحرب الروسية الجورجية حول أوسيتيا الجنوبية عام 2008)

### الأعضاء المشاركون السابقون
- أوكرانيا (1991-2018) ( توقفت إلى حد كبير عن المشاركة في رابطة الدول المستقلة اعتبارًا من عام 2014 ، وسحبت الممثلين من جميع الهيئات القانونية لرابطة الدول المستقلة في عام 2018 نتيجة لضم شبه جزيرة القرم من قبل الاتحاد الروسي وتدخل روسيا في الحرب في دونباس)[4][5]

### الأعضاء[4]
| الدولة     | التوقيع        | التصديق        | التصديق على الميثاق | حالة العضوية       |
| ---------- | -------------- | -------------- | ------------------- | ------------------ |
| أذربيجان   | 21 ديسمبر 1991 | 24 سبتمبر 1993 | 14 ديسمبر 1993      | عضو رسمي           |
| أرمينيا    | 21 ديسمبر 1991 | 18 فبراير 1992 | 16 مارس 1994        | عضو رسمي           |
| أوزبكستان  | 21 ديسمبر 1991 | 1 أبريل 1992   | 9 فبراير 1994       | عضو رسمي           |
| بيلاروس    | 8 ديسمبر 1991  | 10 ديسمبر 1991 | 18 يناير 1994       | عضو رسمي           |
| تركمانستان | 21 ديسمبر 1991 | 26 ديسمبر 1991 | لم يتم التصديق      | عضو منتسب غير رسمي |
| روسيا      | 8 ديسمبر 1991  | 12 ديسمبر 1991 | 20 يوليو 1993       | عضو رسمي           |
| طاجيكستان  | 21 ديسمبر 1991 | 26 يونيو 1993  | 4 أغسطس 1993        | عضو رسمي           |
| قرغيزستان  | 21 ديسمبر 1991 | 6 مارس 1992    | 12 أبريل 1994       | عضو رسمي           |
| كازاخستان  | 21 ديسمبر 1991 | 23 ديسمبر 1991 | 20 أبريل 1994       | عضو رسمي           |
| مولدوفا    | 21 ديسمبر 1991 | 8 أبريل 1994   | 27 يونيو 1994       | عضو رسمي           |

### المراقبون
| الدولة    | وقت الحصول على صفة مراقب | التصديق على الميثاق | ملاحظات |
| --------- | ------------------------ | ------------------- | ------- |
| أفغانستان | 2008                     | لم يتم التصديق      | [ 6 ]   |
| منغوليا   | 2008                     | لم يتم التصديق      | [ 7 ]   |